# Livingston Football Club 2021-2022
Questa voce raccoglie le informazioni riguardanti il Livingston Football Club nelle competizioni ufficiali della stagione 2021-2022.

## Stagione
- In Scottish Premiership il Livingston si classifica al 7º posto (49 punti), dietro al Ross County e davanti all'Hibernian.
- In Scottish Cup viene eliminato al quinto turno contro gli Hearts (0-0, 3-4 d.c.r.).
- In Scottish League Cup viene eliminato al secondo turno contro il St. Mirren (1-1, 3-4 d.c.r.).

## Maglie e sponsor
Il fornitore tecnico per la stagione 2021-2022 è Joma, mentre lo sponsor ufficiale è Phoenix Drilling Ltd.
| Casa | Trasferta |

## Rosa
| N. |                        | Ruolo | Calciatore              |
| -- | ---------------------- | ----- | ----------------------- |
| 1  | Galles (bandiera)      | P     | Daniel Barden           |
| 2  | Scozia (bandiera)      | D     | Nicky Devlin (capitano) |
| 3  | Scozia (bandiera)      | D     | Jackson Longridge       |
| 4  | Inghilterra (bandiera) | D     | Tom Parkes              |
| 5  | Inghilterra (bandiera) | D     | Jack Fitzwater          |
| 6  | Inghilterra (bandiera) | C     | Ayo Obileye             |
| 8  | Scozia (bandiera)      | C     | Scott Pittman           |
| 9  | Inghilterra (bandiera) | A     | Bruce Anderson          |
| 10 | Scozia (bandiera)      | C     | Craig Sibbald           |
| 11 | Colombia (bandiera)    | C     | Cristian Montaño        |
| 12 | Stati Uniti (bandiera) | A     | Sebastian Soto          |
| 14 | Inghilterra (bandiera) | C     | Odin Bailey             |
| 15 | Galles (bandiera)      | D     | Morgan Boyes            |
| 16 | Inghilterra (bandiera) | D     | Adam Lewis              |

| N. |                        | Ruolo | Calciatore        |
| -- | ---------------------- | ----- | ----------------- |
| 17 | Scozia (bandiera)      | C     | Alan Forrest      |
| 18 | Scozia (bandiera)      | C     | Jason Holt        |
| 19 | Inghilterra (bandiera) | A     | Joel Nouble       |
| 21 | Scozia (bandiera)      | D     | Jack McMillan     |
| 22 | Scozia (bandiera)      | C     | Andrew Shinnie    |
| 23 | Inghilterra (bandiera) | A     | Caleb Chukwuemeka |
| 24 | Scozia (bandiera)      | D     | Sean Kelly        |
| 29 | Scozia (bandiera)      | D     | James Penrice     |
| 31 | Russia (bandiera)      | P     | Ivan Konovalov    |
| 32 | Polonia (bandiera)     | P     | Max Stryjek       |
| 33 | Belgio (bandiera)      | C     | Stephane Omeonga  |
| 36 | Scozia (bandiera)      | P     | Gary Maley        |
| 40 | Inghilterra (bandiera) | C     | Marvin Bartley    |
| -  | Stati Uniti (bandiera) | A     | Sebastian Soto    |